# Tossal del Postillon
El Tossal del Postillon és una muntanya de 685 metres que es troba entre els municipis de Montmaneu a l'Anoia i de la Ribera d'Ondara i de Sant Guim de Freixenet a la Segarra.